# سیاست صنعتی سبز
سیاست صنعتی سبز (انگلیسی: Green industrial policy یا (GIP) یک سیاست استراتژیک یک دولت است که تلاش می‌کند توسعه و رشد صنایع سبز را برای گذار به سمت اقتصاد کم‌کربن تسریع کند. سیاست صنعتی سبز ضروری است زیرا صنایع سبز مانند انرژی‌های تجدیدپذیر و زیرساخت‌های حمل و نقل عمومی کم کربن با هزینه‌های بالا و خطرات زیادی از نظر اقتصاد بازار روبرو هستند. بنابراین، تا زمانی که از نظر تجاری قابل دوام باشند، نیازمند حمایت بخش دولتی در قالب سیاست صنعتی هستند. دانشمندان علوم طبیعی هشدار می‌دهند که باید اقدامات فوری برای کاهش انتشار گازهای گلخانه‌ای و کاهش اثرات تغییرات آب و هوایی انجام شود. دانشمندان علوم اجتماعی استدلال می‌کنند که کاهش تغییرات آب و هوایی نیاز به مداخله دولت و اصلاحات حاکمیتی دارد. بنابراین، دولت‌ها از GIP برای رسیدگی به مسائل اقتصادی، سیاسی و زیست‌محیطی تغییرات آب و هوایی استفاده می‌کنند. GIP برای تحول پایدار اقتصادی، نهادی و تکنولوژیکی مفید است. این فراتر از ساختار اقتصادی بازار آزاد است تا به شکست‌های بازار و مشکلات تعهدی که مانع سرمایه‌گذاری پایدار می‌شود، رسیدگی کند GIP مؤثر، حمایت سیاسی از مقررات کربن را ایجاد می‌کند، که برای گذار به سمت اقتصاد کم‌کربن ضروری است. چندین دولت از انواع مختلفی از GIP استفاده می‌کنند که منجر به نتایج مختلفی می‌شود.
GIP و سیاست صنعتی مشابه هستند، اگرچه GIP چالش‌ها و اهداف منحصر به فردی دارد. GIP با چالش خاصی در زمینه آشتی دادن مسائل اقتصادی و زیست‌محیطی مواجه است. با درجه بالایی از عدم اطمینان در مورد سودآوری سرمایه‌گذاری سبز سروکار دارد. علاوه بر این، به عدم تمایل صنعت به سرمایه‌گذاری در توسعه سبز می‌پردازد و به دولت‌های فعلی کمک می‌کند تا بر سیاست‌های آب و هوایی آینده تأثیر بگذارند.